# Buvce
Buvce (cirill betűkkel Бувце) egy falu Szerbiában, a Jablanicai körzetben, Lebane községben.

## Népesség
- 1948-ban 539 lakosa volt.
- 1953-ban 571 lakosa volt.
- 1961-ben 508 lakosa volt.
- 1971-ben 343 lakosa volt.
- 1981-ben 247 lakosa volt.
- 1991-ben 158 lakosa volt
- 2002-ben 109 lakosa volt,[1] akik közül 108 szerb (99,08%) és 1 montenegrói.[2]